# Carlos Martínez (baseball, 1965)
Pour les articles homonymes, voir Carlos Martínez et Martínez.
Carlos Alberto Martínez Escobar (né le 11 août 1965 à La Guaira, La Guaira, Venezuela et mort au même endroit le 24 janvier 2006) est un joueur vénézuélien de baseball.
Il évolue dans la Ligue majeure de baseball comme joueur de premier but et joueur de troisième but des White Sox de Chicago de 1988 à 1990, des Indians de Cleveland de 1991 à 1993 et des Angels de la Californie en 1995.

## Carrière
Martínez est célèbre pour un coup de circuit inusité,, réussi à Cleveland le 26 mai 1993 lorsqu'il frappe un lancer de Kenny Rogers loin au champ droit, et que la balle franchit la clôture du champ extérieur après avoir rebondi sur le crâne du voltigeur de droite José Canseco des Rangers du Texas.
Martínez connaît sa meilleure saison en 1989 avec les White Sox de Chicago, lorsqu'il réussit 105 coups sûrs dont 22 doubles et affiche une moyenne au bâton de ,300 en 109 matchs joués. En 7 saisons dans le baseball majeur, il dispute 465 matchs, compile 383 coups sûrs dont 63 doubles et 6 circuits, et 161 points produits. Sa moyenne au bâton en carrière s'élève à ,258 et son OPS à ,652. 

## Vie personnelle
Carlos Martínez était surnommé Café pour son amour, dit-on, du café vénézuélien.
Il meurt le 24 janvier 2006 à l'âge de 40 ans, des suites d'un cancer qui, selon son épouse Evelyn de Martínez, l'aurait contraint à la retraite sportive en 1998 et affligé durant des années.
Il est le père du joueur de baseball professionnel José Martínez, qui a atteint les Ligues majeures en 2016 avec les Cardinals de Saint-Louis.